# Deímac (pare d'Enàrete)
Deímac (en grec antic: Δηίμαχος) va ser, segons la mitologia grega, el rei de Trica, a Tessàlia, i el pare d'Enàrete.
Enàrete es va casar amb Èol, fill d'Hel·len, i rei de l'Eòlida, a Mísia, i Deímac va ser l'avi de nombrosos descendents, entre els quals destaquen Alcíone, Atamant, Cànace, Creteu, Deíon, Perieres, Salmoneu i Sísif, i potser Magnes, germà de Macèdon, i de vegades també d'Aetli, pare d'Endimió.